# Бат и Североизточен Съмърсет (община)
Община „Бат и Североизточен Съмърсет“ (на английски: Bath and North East Somerset) е една от седемте административни единици в област (графство) Съмърсет, регион Югозападна Англия. Тя има статус на административно независима самоуправляваща се територия в рамките на графството.
Населението на общината към 2009 година е 177 700 жители разпределени в множество селища на площ от 346 квадратни километра. Главен град на общината е Бат.

## География
Община „Бат и Североизточен Съмърсет“ е разположена в северната част на графство Съмърсет. В източна посока се намира границата с графство Уилтшър, а на север се простира област Глостършър. В северозападна посока, общината граничи с района на град Бристъл.
Градове на територията на общината:
| град             | на английски    | население |
| ---------------- | --------------- | --------- |
| Бат              | Bath            | 90 144    |
| Кейншам          | Keynsham        | 15 533    |
| Мидсоумър Нортън | Midsomer Norton | 10 458    |
| Радстък          | Radstock        | 5275      |

## Демография
Изменение на населението на общината за период от две десетилетия 1991-2009 година:
| година    | 1991    | 2001    | 2009    |
| --------- | ------- | ------- | ------- |
| население | 158 692 | 169 040 | 177 700 |

Разпределение на населението по религиозна принадлежност към 2001 година:
| религия          | на английски        | брой жители |
| ---------------- | ------------------- | ----------- |
| Християни        | Christian           | 120 052     |
| Будисти          | Buddhist            | 558         |
| Хиндуисти        | Hindu               | 274         |
| Евреи            | Jewish              | 202         |
| Мюсюлмани        | Muslim              | 665         |
| Сикхи            | Sikh                | 120         |
| Други            | Other               | 612         |
| Атеисти          | No religion         | 32 978      |
| Запазена в тайна | Religion not stated | 13 579      |